# Aaron Nimzowitsch
Aaron Nimzowitsch (Ārons Ņimcovičs), (Riga, Letônia, 7 de novembro de 1886 — Dinamarca, 16 de março de 1935) foi um Grande Mestre de enxadrismo e um autor muito influente. Ele foi um dos fundadores do movimento hipermoderno.

## Vida
Nascido em Riga, em Letónia, então parte do Império Russo, o judeu de língua alemã Nimzowitsch veio de uma família rica, onde aprendeu xadrez com seu pai, que era um comerciante. Em 1904, viajou para Berlim para estudar Filosofia, mas pôs de lado seus estudos e logo começou uma carreira como um jogador de xadrez profissional no mesmo ano. Ele ganhou seu primeiro torneio internacional em Munique, no ano de 1906. Em seguida, ele empatou em primeiro com Alexander Alekhine em São Petersburgo 1913-1914 (o oitavo Torneio só com Mestres Russos).
Durante a Revolução Russa de 1917, Nimzowitsch estava na zona de guerra Báltica. Ele escapou de ser convocado para um dos exércitos fingindo loucura, insistindo que tinha uma mosca na cabeça. Em seguida, ele escapou para Berlim, e deu o seu primeiro nome como Arnold, possivelmente para evitar a perseguição anti-semita.
Nimzowitsch, eventualmente, se mudou para Copenhague, em 1922, que coincidiu com a sua ascensão para a elite mundial de xadrez, onde viveu pelo resto de sua vida em um pequeno quarto alugado. Em Copenhague, ele ganhou duas vezes o Campeonato de Xadrez Nórdico 1924 e 1934. Ele obteve a nacionalidade dinamarquesa e viveu na Dinamarca, até sua morte em 1935. Embora sofresse havia muito tempo de problemas cardíacos, sua morte prematura foi inesperada, adoeceu repentinamente no final de 1934 e ficou acamado por três meses antes de morrer de pneumonia. Ele está enterrado no Cemitério de Bispebjerg, em Copenhague.

## Carreira Enxadrística
O auge da carreira de Nimzowitsch foi no final dos anos 1920 e início dos anos 1930. Chessmetrics coloca-o como o terceiro melhor jogador do mundo, atrás de Alexander Alekhine e José Raul Capablanca, 1927-1931. Seus sucessos mais notáveis foram o primeiro lugar em Copenhague 1923, Marienbad 1925, Dresden 1926, Hannover 1926, e o torneio de xadrez Carlsbad 1929, e segundo lugar, atrás Alekhine no Torneio de xadrez de Sanremo de 1930. Nimzowitsch nunca desenvolveu um talento especial para um match, embora, seu maior sucesso num match foi um empate com Alekhine, mas o macth foi apenas dois jogos longos e foi em 1914, treze anos antes de Alekhine se tornar campeão mundial.
Nimzowitsch nunca ganhou contra Capablanca, mas saiu-se melhor contra Alekhine. Ele mesmo bateu Alekhine com as peças pretas, em seu curto match de 1914 em São Petersburgo. Um dos jogos mais famosos de Nimzowitsch é o seu jogo "zugzwang imortal" comemorado contra Sämisch em Copenhague de 1923. Outro jogo sobre este tema é sua vitória sobre Paul Johner em Dresden 1926. Quando esteva em forma, Nimzowitsch era muito perigoso, com as peças pretas, marcando muitas vitórias finas sobre os melhores jogadores.

## Legado
Nimzowitsch é considerado um dos jogadores e escritores mais importantes na história do xadrez. Suas obras influenciaram vários outros jogadores, incluindo Savielly Tartakower, Milan Vidmar, Richard Réti, Akiba Rubinstein, Bent Larsen, e Tigran Petrosian, e sua influência ainda é sentida hoje.
Escreveu três livros sobre estratégia de xadrez: Mein System (Meu Sistema), de 1925, Die Praxis meines Systems (A Prática do Meu Sistema), de 1929, vulgarmente conhecida como Praxis Chess, e Die Blockade (O Bloqueio), de 1925, embora o último livro é geralmente considerado uma repetição do material já apresentado no Meu Sistema. O Bloqueio foi recentemente reeditado em um volume contendo o original alemão e da tradução inglesa publicado pela Hardinge Simpole. Diz-se que 99 de 100 mestres de xadrez leram Meu Sistema, consequentemente, muitos consideram que ele seja a maior contribuição de Nimzowitsch ao xadrez. Estabelece as ideias mais importantes de Nimzowitsch, enquanto o seu  segundo trabalho mais influente, A Prática do Meu Sistema, elabora essas ideias, adiciona alguns novas, e tem imenso valor como uma coleção estimulante de próprios jogos de Nimzowitsch, acompanhados por seus comentários, idiossincráticos e hiperbólicos - que muitas  das vezes são tão divertidos quanto instrutivos.
As teorias de xadrez de Nimzowitsch quando propostas voaram em face das ortodoxias amplamente difundidas enunciadas pelo teórico dominante da época, Siegbert Tarrasch, e por seus discípulos. As generalizações rígidas de Tarrasch baseavam-se no trabalho anterior de Wilhelm Steinitz e foram confirmadas pela língua afiada de Tarrasch quando rejeitou as opiniões dos duvidosos. Enquanto os melhores jogadores da época, entre eles Alekhine, Emanuel Lasker, e Capablanca, evidentemente, não permitiram que seu jogo fosse atacado por aderência cega a conceitos gerais em que o centro tinha que ser controlado por peões, que o desenvolvimento tinha que acontecer em apoio desse controle, sempre que torres pertencem a colunas abertas, que as aberturas de ala eram doentias - ideias centrais da filosofia Tarrasch no xadrez como popularmente entendidas - iniciantes foram ensinados a pensar nessas generalizações como princípios inalteráveis.
Nimzowitsch complementada muitos dos pressupostos anteriores simplistas sobre a estratégia do xadrez por enunciar, por sua vez um número maior de conceitos gerais de jogo defensivo que visam atingir objetivos próprios, impedindo a realização dos planos do adversário. Notáveis em seu "sistema" foram conceitos como superproteção de peças e peões sob ataque, o controle do centro através de peças em vez de peões, o bloqueio das peças opostas (nomeadamente os peões passados), e profilaxia. Ele também foi um expoente do desenvolvimento em fianchetto dos bispos. Talvez mais importante, Nimzowitsch formulou a terminologia ainda em uso por várias estratégias de xadrez complexo. Outros tinham usado essas ideias em prática, mas ele foi o primeiro a apresentá-los sistematicamente como um dicionário de temas acompanhado por extensas observações taxonômicas.
O Grande Mestre (GM) Raymond Keene escreve que Nimzowitsch "foi um dos principais Grandes Mestres mundiais por um período que se estende ao longo de um quarto de século, e para alguns da sua época ele foi o desafiante óbvio ao campeonato mundial. … [Ele foi também]um grande e profundo pensador de xadrez, perdendo apenas para Steinitz, e seus trabalhos O Bloqueio, Meu Sistema e A Prática do Meu Sistema -estabeleceram sua reputação como uma das figuras-pai do xadrez moderno". Robert Byrne (GM) chamou de " talvez o teórico mais brilhante e professor na história do jogo". O GM Jan Hein Donner chamou Nimzowitsch " de um homem que foi muito de um artista para ser capaz de provar que ele estava certo e que era considerado como uma espécie de louco em sua época. Ele seria entendido somente muito tempo depois de sua morte".
Muitas Aberturas de xadrez e variantes foram nomeadas após Nimzowitsch, sendo a mais famosa delas Defesa Nimzo-indiana (1.d4 Cf6 2.c4 e6 3.Nc3 Bb4) e menos frequentemente jogada Defesa Nimzowitsch (1.e4 Cc6). O biógrafo de Nimzowitsch  Grande Mestre Raymond Keene e outros se referem a 1.f4 seguido por 2.b3 como o Ataque Nimzowitsch-Larsen. Keene escreveu um livro sobre a abertura com esse título. Todas essas aberturas exemplificam as ideias de Nimzowitsch sobre como controlar o centro com peças em vez de peões. Nimzowitsch também foi vital para o desenvolvimento de dois sistemas importantes na Defesa francesa, a variante Winawer (em alguns lugares chamado de Variante Nimzowitsch, seus movimentos são: 1 e4 e6 2 d4 d5 3 Nc3 BB4…) E a Variante do Avanço (1. e4 e6 2. d4 d5 3. e5). Ele também foi pioneiro em duas variantes provocativas da Defesa Siciliana: a variante Nimzowitsch, 1.e4 c5 2.Cf3 Cf6, que convida 3.e5 Cd5 (similar a Defesa Alekhine) e 1.e4 c5 3.d4 cxd4 2.Cf3 Cc6 4. Cxd4 d5? (esta última considerada hoje duvidosa). O Mestre Internacional John L. Watson apelidou a linha 1.c4 Cf6 2.Cc3 e6 3. Nf3 BB4 o "Nimzo-Inglesa", empregando esta designação no capítulo 11 de seu recente livro Dominando As Aberturas de Xadrez, Volume 3 (Gambit Publications, 2008, ISBN 9781904600985).

## Personalidade
Há muitas anedotas divertidas sobre Nimzowitsch - umas menos saborosas do que outras. Por exemplo, uma vez em que ele perdeu o primeiro prêmio em um torneio em Berlim após uma derrota para Sämisch, e quando ficou claro que ele ia perder o jogo, Nimzowitsch se levantou na mesa e gritou: "Gegen diesen Idioten muss ich verlieren!" ("Que eu não perca para este idiota!").
Nimzowitsch se incomodava pelo fumo de seus oponentes. A dito popular, mas provavelmente apócrifa história, é que uma vez quando um adversário colocou um cigarro na mesa, ele reclamou com os árbitros do torneio", ele está ameaçando fumar, e como um velho jogador você deve saber que a ameaça é mais forte do que o execução".
Nimzowitsch demorava e muito em amargos conflitos dogmáticos com Tarrasch sobre quais ideias constituíam "bom" xadrez.
A vaidade e a fé de Nimzowitsch em suas ideias de superproteção provocou Hans Kmoch a escrever uma paródia sobre ele em fevereiro de 1928 na Schachzeitung Wiener. Esta consistia em um jogo de simulação contra o fictício jogador "Systemsson", supostamente jogado e anotado por Nimzowitsch a si mesmo. As anotações alegremente exageravam a ideia de superproteção, bem como afirmaram a verdadeira genialidade da ideia maravilhosa. Kmoch era de fato um grande admirador de Nimzowitsch, e o tema da paródia se divertir com o esforço.
Kmoch também escreveu um artigo sobre seus nove anos com Nimzowitsch:
Nimzovich sofreu com a ilusão de que ele foi desvalorizado e que o motivo foi malícia. Tudo o que tinha para fazê-lo florescer, como descobri mais tarde, era um pequeno elogio. Sua paranóia foi mais evidente quando ele jantava em companhia. Ele sempre achava que ele era servido com porções muito menores do que todos os outros. Ele não se importava com a quantidade real, mas apenas sobre a afronta imaginada. Certa vez, sugeri que ele e eu pois ele realmente queria e, quando a comida era servida deveríamos trocar de pratos. Depois de termos feito isso, ele balançou a cabeça em descrença, ainda pensando que ele tinha recebido a menor porção.
Tartakower, colega de Nimzovitsch observou dele, "Ele finge ser louco, a fim de conduzir-nos todos à loucura".

## Principais resultados em torneios
| Data | Local              | Colocação | Observações                                                                                          |
| ---- | ------------------ | --------- | --- |
| 1907 | Carlsbad 1907      | 4         | Vencido por Akiba Rubinstein, com Geza Maroczy em segundo, Paul Saladin Leonhardt em terceiro.       |
| 1912 | San Sebastian 1912 | 2         | Vencido por Akiba Rubinstein, com Richard Teichmann em terceiro e Siegbert Tarrasch em quarto.       |
| 1926 | Dresden 1926       | 1         | Com participação de Alexander Alekhine, Akiba Rubinstein e Savielly Tartakower                       |
| 1928 | Berlim 1928        | 2         | Vencido por Capablanca, com participação de Akiba Rubinstein e Rudolph Spielmann.                    |
| 1927 | Nova Iorque 1927   | 3         | Vencido por José Raul Capablanca, com Alexander Alekhine em segundo e Milan Vidmar em quarto.        |
| 1928 | Bad Kissingen 1928 | 5         | Vencido por Efim Bogoljubow e com participação de José Raul Capablanca, Max Euwe e Akiba Rubinstein. |
| 1929 | Carlsbad 1929      | 1         | Com José Raul Capablanca em segundo, Rudolf Spielmann em terceiro e Akiba Rubinstein em quarto.      |
| 1930 | Sanremo 1930       | 2         | Vencido por Alexander Alekhine, com Akiba Rubinstein em terceiro e Efim Bogoljubow em quarto.        |
| 1931 | Bled 1931          | 3         | Vencido por Alexander Alekhine, com participação de Efim Bogoljubow, Isaac Kashdan e Milan Vidmar.   |

## Obras
- Meu Sistema (1925)
- A Prática do Meu Sistema (1929)
- Die Blockade